# 有野村
有野村（ありのむら）は、兵庫県有馬郡にあった村。現在の神戸市北区有野町各町および内包する各町、灘区六甲山町の一部にあたる。

## 地理
- 山岳：湯槽谷山、灰形山、落葉山、高丸山、キスラシ山、梶岡山、古寺山、鬼ヶ島、高尾山
- 河川：有野川

## 歴史
- 1889年（明治22年）4月1日 - 町村制の施行により、二郎村・有野村・唐櫃村の区域をもって発足。
- 1947年（昭和22年）3月1日 - 神戸市（兵庫区）に編入。同日有野村廃止。
- 1973年（昭和48年）8月1日 - 分区により、旧村域は北区の一部となる。

## 交通

### 鉄道路線
- 神戸電気鉄道（現・神戸電鉄）
  - 有馬線
    - 六甲登山口駅（現・神鉄六甲駅） - 唐櫃駅（現・有馬口駅）

  - 三田線
    - 五社駅 - 岡場駅 - 田尾寺駅 - 二郎駅（にろえき。現・にろうえき）

神戸電鉄有馬線の唐櫃台駅は当時は未開業。

### 道路
現在は旧村域に中国自動車道・山陽自動車道の神戸ジャンクション、阪神高速7号北神戸線・六甲有料道路のからと西出入口・からと東出入口・柳谷ジャンクション、阪神高速7号北神戸線の有馬口出入口・五社出入口、六甲有料道路の唐櫃南インターチェンジ・唐櫃インターチェンジが所在するが、当時は未開通。